# Alissa Kleibànova
Alissa Mikhàilovna Kleibànova (rus: Алиса Михаиловна Клейбанова, Moscou, 15 de juliol de 1989) és una jugadora de tennis professional russa retirada.
En el seu palmarès consten dos títols individuals i cinc més en dobles femenins en el circuit WTA. El seu millor lloc al rànquing mundial de la WTA va ser el número 23 (2009), i en dobles va entrar al Top 10 arribant al desè lloc del rànquing (2010). Va esdevenir professional l'any 2003 només amb catorze anys i va guanyar el primer torneig del circuit ITF al qual va participar, concretament a Mollerussa. Tot i així va seguir disputant també torneigs en categoria júnior, arribant a guanyar tres títols de Grand Slam de dobles femenins.
No va anunciar oficialment la seva retirada però es va mantenir apartada del circuit professional des de 2017.

## Palmarès

### Individual: 3 (2−1)
| Llegenda                                             |
| ---------------------------------------------------- |
| Grand Slam (0−0)                                     |
| WTA Tour Championships / WTA Finals (0−0)            |
| WTA Tournament of Champions / WTA Elite Trophy (0−1) |
| Premier Mandatory (0−0)                              |
| Premier 5 (0−0)                                      |
| Premier (0−0)                                        |
| International (2−0)                                  |

| Títols per superfície |
| --------------------- |
| Dura (2−1)            |
| Gespa (0−0)           |
| Terra batuda (0−0)    |

| Resultat   | Núm. | Data                   | Torneig                                  | Superfície | Oponent           | Marcador    |
| ---------- | ---- | ---------------------- | ---------------------------------------- | ---------- | ----------------- | ----------- |
| Guanyadora | 1.   | 28 de febrer de 2010   | Kuala Lumpur, Malàisia                   | Dura       | Ielena Deméntieva | 6−3, 6−2    |
| Guanyadora | 2.   | 26 de setembre de 2010 | Seül, Corea del Sud                      | Dura       | Klára Zakopalová  | 6−1, 6−3    |
| Finalista  | 1.   | 7 de novembre de 2010  | Tournament of Champions, Bali, Indonèsia | Dura (i)   | Ana Ivanović      | 2−6, 6−7(5) |

### Dobles femenins: 6 (5−1)
| Abans de 2009                | Després de 2009         |
| ---------------------------- | ----------------------- |
| Grand Slam (0−0)             |                         |
| WTA Tour Championships (0−0) |                         |
| Tier I (0−0)                 | Premier Mandatory (0−0) |
| Tier II (0−0)                | Premier 5 (1−0)         |
| Tier III (0−0)               | Premier (0−0)           |
| Tier IV i V (0−1)            | International (4−0)     |

| Títols per superfície |
| --------------------- |
| Dura (2−0)            |
| Gespa (0−0)           |
| Terra batuda (3−1)    |

| Resultat   | Núm. | Data                 | Torneig             | Superfície   | Parella                   | Oponents                                 | Marcador         |
| ---------- | ---- | -------------------- | ------------------- | ------------ | ------------------------- | ---------------------------------------- | ---------------- |
| Finalista  | 1.   | 4 de maig de 2008    | Fes, Marroc         | Terra batuda | Iekaterina Makàrova       | Sorana Cîrstea Anastassia Pavliutxénkova | 2−6, 2−6         |
| Guanyadora | 1.   | 2 de maig de 2009    | Fes                 | Terra batuda | Iekaterina Makàrova       | Sorana Cîrstea Maria Kirilenko           | 6−3, 2−6, [10−8] |
| Guanyadora | 2.   | 12 de juliol de 2009 | Budapest, Hongria   | Terra batuda | Monica Niculescu          | Alona Bondarenko Katerina Bondarenko     | 6−4, 7−6(5)      |
| Guanyadora | 3.   | 2 d'octubre de 2009  | Tòquio, Japó        | Dura (i)     | Francesca Schiavone       | Daniela Hantuchová Ai Sugiyama           | 6−4, 6−2         |
| Guanyadora | 4.   | 15 de gener de 2011  | Brisbane, Austràlia | Dura         | Anastassia Pavliutxénkova | Klaudia Jans Alicja Rosolska             | 6−3, 7−5         |
| Guanyadora | 5.   | 1 de maig de 2011    | Estoril, Portugal   | Terra batuda | Galina Voskobóieva        | Eleni Daniilidou Michaëlla Krajicek      | 6−4, 6−2         |

### Equips: 1 (0−1)
| Resultat  | Núm. | Data                    | Torneig                          | Superfície   | Equip                                                  | Oponents                                              | Marcador |
| --------- | ---- | ----------------------- | -------------------------------- | ------------ | ------------------------------------------------------ | ----------------------------------------------------- | -------- |
| Finalista | 1.   | 2−3 de novembre de 2013 | Copa Federació, Cagliari, Itàlia | Terra batuda | Margarita Gasparyan Irina Khromacheva Alexandra Panova | Sara Errani Karin Knapp Flavia Pennetta Roberta Vinci | 0−4      |

## Trajectòria

### Individual
| Open d'Austràlia | A   | A   | A   | A   | 2R    | 4R    | 3R    | 2R    | A   | A   | Q1  | 0 / 4    | 7 – 4    |
| Roland Garros | A   | A   | A   | A   | 2R    | 1R    | 3R    | A     | A   | A   | 1R  | 0 / 4    | 3 – 4    |
| Wimbledon | A   | A   | A   | A   | 4R    | 2R    | 3R    | A     | A   | A   | 1R  | 0 / 4    | 6 – 4    |
| US Open | A   | A   | Q3  | A   | 2R    | 1R    | 2R    | A     | A   | 2R  | A   | 0 / 4    | 3 – 4    |
| Total Victòries−Derrotes | 1−1 | 0−1 | 0−2 | 0−0 | 17−15 | 32−24 | 33−24 | 14−12 | 1−1 | 4−5 | 8−7 | 110 – 92 | 110 – 92 |
| Rànquing a final d'any | 364 | 244 | 262 | 150 | 33    | 26    | 25    | 69    | 549 | 185 | 140 |          |          |
| Llegenda: G: Guanyadora; F: Finalista; SF: Semifinalista; QF: Quarts de final; Q: Qualificació; A: Absent; RR: Round Robin; |     |     |     |     |       |       |       |       |     |     |     |          |          |

### Dobles femenins
| Open d'Austràlia | A   | A   | A  | 1R | QF | 2R | A | A   | A  | 0 / 3    | 4 – 3    |
| Roland Garros | A   | A   | 2R | 2R | 2R | A  | A | A   | 3R | 0 / 3    | 4 – 3    |
| Wimbledon | A   | A   | 1R | QF | A  | A  | A | A   | 1R | 0 / 3    | 3 – 3    |
| US Open | A   | A   | 2R | SF | 2R | A  | A | 1R  | A  | 0 / 4    | 6 – 4    |
| Rànquing a final d'any | 168 | 116 | 83 | 14 | 42 | 75 | – | 389 | 88 | 150 – 87 | 150 – 87 |
| Llegenda: G: Guanyadora; F: Finalista; SF: Semifinalista; QF: Quarts de final; Q: Qualificació; A: Absent; RR: Round Robin; |     |     |    |    |    |    |   |     |    |          |          |

## Guardons
- WTA Comeback Player of the Year (2013)